# Wizard (Marvel Comics)
Wizard, il cui vero nome è Bentley Wittman, è un personaggio dei fumetti, creato da Stan Lee, Larry Lieber (testi) e Jack Kirby (disegni), pubblicata dalla Marvel Comics. La sua prima apparizione avviene dove si scontra con Torcia Umana in Strange Tales (Vol. 1) n. 102 (novembre 1962).
È il fondatore e il leader del supergruppo dei Terribili Quattro.
Recentemente è apparso come membro del gruppo chiamato "Intellighenzia" insieme a MODOK, al Fantasma Rosso (Ivan Kragoff), al Pensatore Pazzo e al Capo.

## Poteri e abilità
È dotato di grande intelligenza e le sue conoscenze avanzate nel campo della fisica e delle particelle subatomiche gli hanno permesso di dotarsi di sofisticate apparecchiature, come ad esempio i dischi antigravitazionali, che usa prevalentemente a scopi criminali.

## Altri media

### Televisione
- Wizard appare nelle varie serie animate The Fantastic Four, L'Uomo Ragno, I Fantastici Quattro, I Fantastici 4 - I più grandi eroi del mondo, Ultimate Spider-Man e Avengers Assemble.
- Bentley Wittman appare anche nella terza serie animata del Marvel Cinematic Universe Il vostro amichevole Spider-Man di quartiere.

### Videogiochi
- Wizard appare nel videogioco Captain America and The Avengers.
- Wizard appare come mini-boss nel gioco Marvel: La Grande Alleanza 2.
- Wizard appare come personaggio sbloccabile nei giochi LEGO Marvel Super Heroes e LEGO Marvel's Avengers.